# Клирвотер (река)
Клирвотер (енгл. Clearwater River) је река која протиче кроз САД. Дуга је 120 km. Протиче кроз америчку савезну државу Ајдахо. Улива се у Снејк.